# The Future of War
The Future of War è il secondo album della band tedesca Atari Teenage Riot.

## Tracce
Tutti i brani sono scritti da Alec Empire, eccetto dove indicato.
1. Get Up While You Can – 3:28
2. Fuck All! – 3:08
3. Sick to Death – 3:40
4. P.R.E.S.S. – 4:19
5. Deutschland (Has Gotta Die!) (Empire/Hanin Elias) – 3:02
6. Destroy 2000 Years of Culture – 3:51
7. Not Your Business – 2:32
8. You Can't Hold Us Back – 4:00
9. Heatwave – 2:43
10. Redefine the Enemy – 3:58
11. Death Star – 5:23
12. The Future of War – 3:48
13. She Sucks My Soul Away * – 4:30
14. Strike * – 3:43
15. Midijunkies - Berlin Mix * – 6:20

* dalla seconda ristampa